# アッサル湖
アッサル湖（アッサルこ、アラビア語: بحيرة عسل、フランス語: Lac Assal）とは、アフリカ大陸北東部のアファール盆地の底部に存在する火口湖である。この湖の湖面は、アフリカ大陸で最も標高の低い地点として知られる。ただし、地球規模で見た場合には、死海の方が標高が低い。その一方で、湖水の塩分濃度は、死海よりも高い。

## 地理

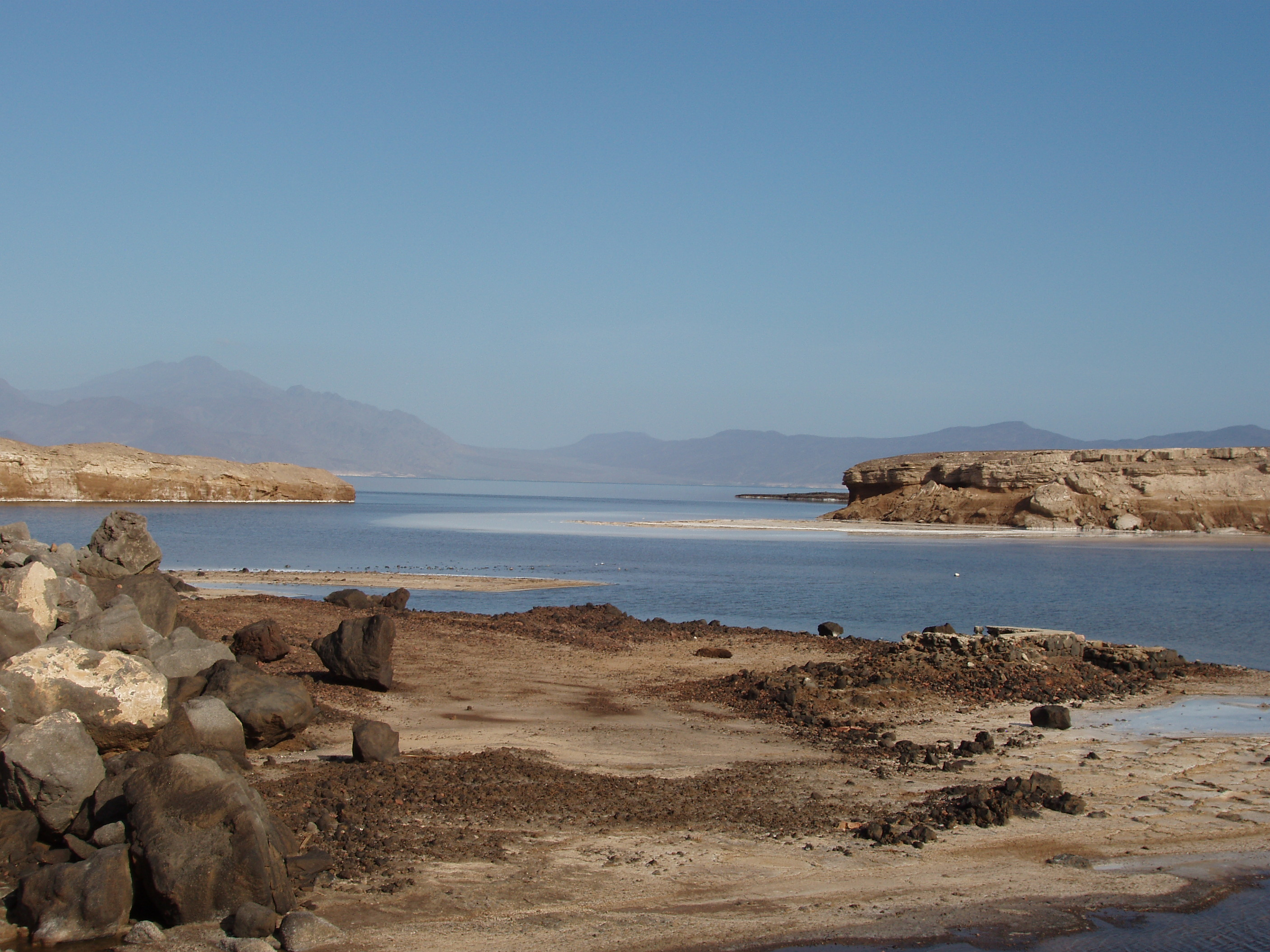
アッサル湖畔の眺め。

アッサル湖はジブチの中央部、タジュラ州の南端に位置する湖だが、その一部はディキル州にかかっている。この場所はアファール盆地の中である。アッサル湖の湖面の標高は海面下174 mであり、ここはアフリカ大陸における最低標高地点でもある。なお、アッサル湖周辺の海面下の部分の面積は、約80 km2である。ただし、アフリカ大陸の平均標高は750 mであり、標高が200 mに満たない部分の面積は1割に満たず、約4割の土地の標高が200 mから500 mの範囲である。アッサル湖は、このような低地に存在する湖でありながら、その集水域の面積は、約900 km2程度に過ぎない。この湖の水源は、10 km南東に位置するアデン湾の西端部に当たる、タジュラ湾から染み込む海水を起源とする地下水脈である。一方で、流出河川は存在しない。このためアッサル湖は、必然的に塩湖にならざるを得ない。

## 湖の性状
アッサル湖は火口湖として形成された湖であり、上空から見ると比較的円形に近い形状をしている。湖面は長い場所で約10 km、狭い場所で約7 kmであり、湖水面積は約54 km2である。なお、この付近が非常に暑い気候であり、湖水の蒸発は激しい。さらに、この付近は降水量も少ない。この関係も有り、この湖の平均水深は7.4 mと浅く、貯水量は0.4 km3程度に過ぎない。湖水は、地球上で最も塩分濃度が高く、湖水面付近で34.8%である。なお、水深の深い場所の方が塩分濃度が高い傾向が見られ、水深20 mの地点では、39.8%の塩分濃度が測定された。

## 食塩の採取

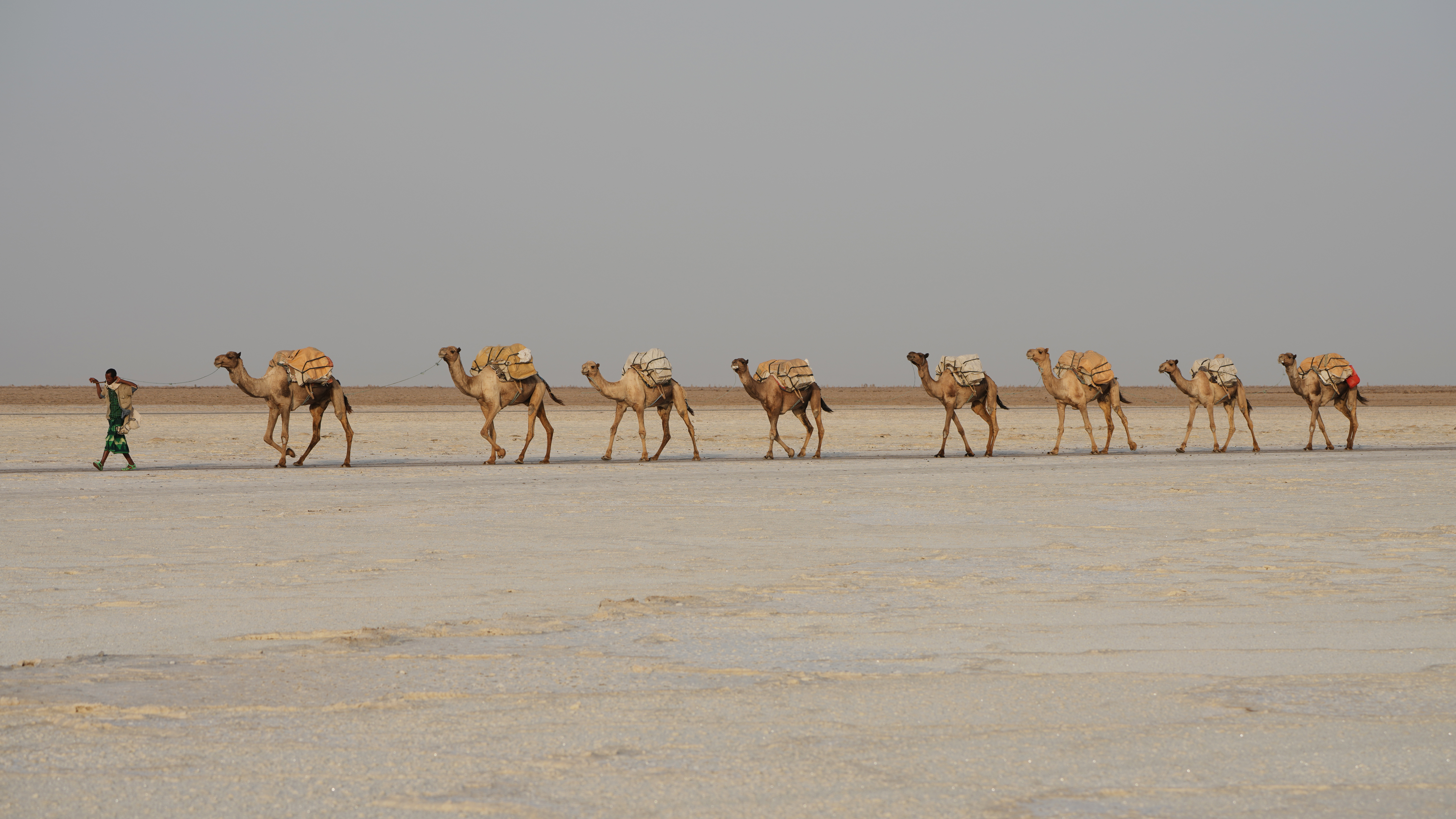
ラクダキャラバンが食塩の板を運ぶ。

アッサル湖の畔は、塩類平原に囲まれている。主に北西部に広がり、西部にもその一部が延びる。ここで析出した塩類は、食塩として採掘され、キャラバンを組織してエチオピアまで運ばれる商品として、扱われてきた。なお、21世紀初頭においても採掘は続いている。参考までに、2017年にジブチ国内では、1年間に約83万トンの食塩が採掘された。

## 映像
- NHK BS3 『世界一番紀行　世界で一番暑い土地～アファール三角地帯　ジブチ～』（2011年放映）